# V Congreso Internacional de la Lengua Española

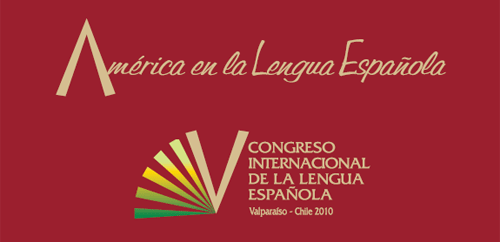
Logo del V Congreso.

El V Congreso Internacional de la Lengua Española fue un congreso no celebrado que se iba a oficiar en la Universidad Técnica Federico Santa María, en la ciudad de Valparaíso (Chile), entre los días 2 y 5 de marzo de 2010, pero fue suspendido como consecuencia del terremoto de Chile de 2010 que asoló el país tres días antes. La responsabilidad de la preparación del V Congreso correspondió al Gobierno de Chile, como país anfitrión, de acuerdo con el Instituto Cervantes, que desempeña la secretaría general, y con la Real Academia Española y la Asociación de Academias de la Lengua Española, que proponen el diseño del programa académico.
Este quinto congreso cobró especial importancia debido a que coincidía con el bicentenario de la independencia de muchos países hispanoamericanos. Una de las aportaciones básicas de la Asociación de Academias de la Lengua Española a la conmemoración del bicentenario fue el Diccionario académico de americanismos, que iba a ser presentado a la comunidad hispánica en el Congreso.